# آثنئیوس

Deipnosophistae، ۱۵۳۵ میلادی

آثنئیوس نائوکراتیسی، سخنران و متخصص دستور زبان یونانی بود که در اواخر قرن دوم میلادی و ابتدای قرن سوم میلادی زندگی می‌کرد. در سودا آمده‌است که او در زمان مارکوس آئورلیوس زندگی می‌کرد؛ ولی سخنان کمودوس که ۱۹۲ میلادی درگذشته است آمده که او معاصر با آدرانتئوس زندگی می‌کرد.
بسیاری از آثار او امروزه دیگر وجود ندارد ولی بیشتر کتاب ۱۵ جلدی Deipnosophistae، امروزه در دست هست.